# Leon Tornikes

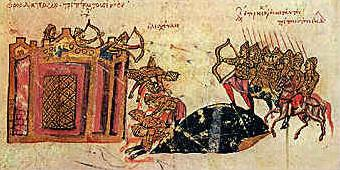
Leon Tornikes belagert Konstantinopel. Miniatur aus der Madrider Bilderhandschrift des Skylitzes

Leon Tornikes (auch Tornikios, mittelgriechisch Λέων Τορνίκης; * nach 1000 in Adrianopel; † nach 1047) war ein byzantinischer Patrikios und Usurpator gegen Kaiser Konstantin IX.

## Leben
Leon Tornikes war ein Neffe Kaiser Konstantins IX., der ihn zum Strategos des Themas Makedonien ernannte. Bereits im Jahr 1043 planten die dortigen Truppen, ihn gegen seinen Onkel zum Kaiser zu erheben, ließen aber mehrere Gelegenheiten ungenutzt verstreichen. Offen begünstigt wurde der als gerissen und ehrgeizig charakterisierte Tornikes von der Schwester des Kaisers, Euprepia, die ihn anscheinend als Thronkandidaten gegen ihren ungeliebten Bruder aufzubauen gedachte. Als sich um 1046 entsprechende Gerüchte verdichteten und Zweifel an Tornikes’ Loyalität am Hof in Konstantinopel die Runde machten, ergriff der Kaiser die Initiative und lobte den potenziellen Rivalen weg, indem er ihn zum Dux von Iberia (oder Melitene) an der von den Seldschuken bedrohten Ostgrenze des Reiches beförderte.
Während seines Aufenthalts im Osten zettelten Anhänger des Tornikes im Thema Makedonien eine Revolte an. Der Kaiser verdächtigte ihn der direkten Anstiftung, beorderte ihn nach Konstantinopel zurück, ließ ihn zum Mönch scheren und in Adrianopel unter Hausarrest stellen. Tornikes schritt nun zur offenen Usurpation, sammelte seine Gefolgschaft und einige unzufriedene Truppenführer um sich und ließ sich am 14. September 1047 in Adrianopel zum Basileus ausrufen. Er marschierte umgehend mit seinen Truppen gegen die Hauptstadt und begann am 25. September eine Belagerung, die er – trotz eines beinahe geglückten Überrumpelungsversuchs – nach nur vier Tagen erfolglos abbrechen musste. Auf dem Rückzug ins thrakische Hinterland erlitt der Usurpator vor Raidestos eine weitere Niederlage, woraufhin seine Anhänger sich von ihm abwandten. Er suchte Zuflucht in einer Kirche in Bulgarophygon, wurde aber herausgelockt und gefangen genommen.
An Weihnachten 1047 sollte Tornikes zusammen mit seinem General Johannes Batatzes hingerichtet werden. Aufgrund einer Intervention des Patriarchen Michael Kerularios wurde die Strafe in letzter Minute in Blendung abgemildert. Sein weiteres Schicksal ist unbekannt.